# Kotaluoto (ö i Södra Karelen)
Kotaluoto är en ö i Finland. Den ligger i sjön Saimen och i kommunen Villmanstrand i den ekonomiska regionen  Villmanstrands ekonomiska region  och landskapet Södra Karelen, i den södra delen av landet, 230 km nordost om huvudstaden Helsingfors. Öns största längd är 70 meter i sydöst-nordvästlig riktning.